# The Regeneration of Jim Halsey
The Regeneration of Jim Halsey è un cortometraggio muto del 1916 scritto e diretto da Colin Campbell. Di ambiente marinaro, il film, prodotto dalla Selig, aveva come interpreti Tom Santschi, Bessie Eyton, Guy Oliver, Virginia Kirtley.

## Trama
Il capitano Jim Halsey, dopo il tradimento della moglie, sprofonda sempre di più in una condizione da cui sembra non vi sia via di uscita. Viene salvato da Meg, una drogata, che ritrova i suoi sentimenti migliori vedendo la triste condizione del capitano. La lotta dell'uomo è dura ed è avversata da Jed Blake, il suo primo ufficiale, disgustato per come si sia ridotto il suo comandante. Alla fine, Halsey ritorna alla sua nave, ormai guarito. Anche Meg è uscita da quell'inferno e si imbarca, da clandestina, sulla stessa nave. Ormai in mare, Meg viene scoperta da Blake e altri uomini della ciurma che vogliono abusare di lei. La salva il capitano che però alla fine viene buttato in mare insieme al lei dell'equipaggio in rivolta. I due riescono a raggiungere un'isola disabitata ma vengono seguiti dai marinai. Meg sacrifica la sua vita per quella di Halsey che, ormai troppo tardi, si rende conto dell'amore della donna.

## Produzione
Il film fu prodotto dalla Selig Polyscope Company.

## Distribuzione
Distribuito dalla General Film Company, il film - un cortometraggio in tre bobine - uscì nelle sale cinematografiche statunitensi il 13 marzo 1916.